# HMS Glengyle
«Гленгайл» (англ. HMS Glengyle) — велике десантне піхотне судно Королівського військово-морського флоту Великої Британії.

## Історія створення
«Гленгайл» проєктувався та будувався суднобудівною та інженерною компанією Caledon Shipbuilding & Engineering Company у Данді, на замовлення шотландської компанії Glen Line. Цей клас із чотирьох швидкохідних пасажирсько-вантажних лайнерів призначався для курсування між Британськими островами та Далеким Сходом. У 1938 році, коли судно разом з однотипними сістершипами «Гленерн», «Гленрой» та «Бреконшир» перебували ще на стадії будівництва, Міжвидовий центр навчання та розвитку Комітету начальників штабів Британії визначав, що ці судна найліпшим чином будуть відповідати вимогам до великих піхотних десантних кораблів у разі воєнних дій. Вже після початку Другої світової війни, Адміралтейство придбало «Гленгайл» та до квітня 1940 року переробило його спочатку на швидкохідне транспортне судно постачання. Протягом квітня та червня 1940 року судно перероблено на велике десантне піхотне судно типу LSI(L), здатний перевезти сили до 34 офіцерів і 663 солдатів та 12 штурмових десантних катерів LCA на шлюпбалках Welin-McLachan, 1 LCM. 10 вересня 1940 року судно надійшло на службу флоту, а 31 січня 1941 року «Гленгайл» відпливло навколо Африки до Середземномор'я, де стала частиною оперативного угруповання командос, яке згодом отримало умовну назву «Лейфорс».

## Історія служби
19–20 квітня 1941 року «Гленгайл» залучався до нападу на Бардію, а пізніше брав участь у забезпеченні евакуації союзних військ з материкової Греції. Судно евакуювало близько 4500 військовослужбовців і у травні вивезла ще 3 тис. до Криту. Пізніше «Гленгайл» та «Камеронія» евакуювали 6 тис. британських військових у рамках евакуації з Криту. 8 червня «Гленгайл» діяв разом з крейсерами «Фібі», «Перт» та «Калькутта» під час проведення Сирійсько-ліванської операції. До січня 1942 року залучався до проведення транспортних конвоїв на Мальту, забезпечуючи поставки з Александрії, перед тим як у квітні повернутися до Британії для підготовки до рейду на Дьєпп. Для забезпечення маскування великого десантного корабля, «Гленгайл» замаскували під танкер. 19 серпня під час рейду, судно перевозило особовий склад Ессекського шотландського полку до французького берега.
У листопаді 1942 року судно повернули до Середземномор'я, де використовували для перевезення американських військ для висадки десанту в операції «Смолоскип», а також залучили до вторгнення союзників на Сицилію в 1943 році, під час якого контрадмірал Філіп Віан нетривалий термін командував ескадрою з борту «Гленгайл». Після перевезення військ до Салерно у вересні «Гленгайл» відплив до Бомбея, але потім був відкликаний для участі в операції «Шінгл», морського десанту в Анціо. Після цього судно було переобладнане в Ліверпулі, де місткість щодо розміщення LCA була збільшена до 24. Також збільшений простір для додаткових LCM на палубі і встановлено новий 50-тонний палубний підйомний кран. Пізніше десантне судно забезпечувало перевезення 5-ї парашутної бригади до Бомбея. У компанії з транспортним судном Llanstephan Castle, що перевозило 3-тю бригаду командос, вони прибули на Далекий Схід невдовзі після завершення воєнних дій на Тихому океані.